# Ady H. Kiss
Ady Henry Kiss (* 12. Januar 1963 in Heidelberg) ist ein deutscher Science-Fiction-Autor.
Kiss absolvierte eine Ausbildung als Schauspieler. Danach arbeitete er unter anderem als Produktionsassistent beim Südwestrundfunk Baden-Baden. Heute lebt er in Karlsruhe. Sein bekanntestes Werk ist die 1999-Trilogie, bestehend aus den Romanen Manhattan II, Baker's Barn, und Canyons. Der dazu gehörige Roman Baker's Barn wurde für den Deutschen Science Fiction Preis und den Kurd-Laßwitz-Preis, Canyons für den Deutschen Science Fiction Preis nominiert. Die Sammelausgabe dieser Trilogie unter dem Titel 1999 - Der Planet war 2000 der letzte Band in der Phantastischen Bibliothek bei Suhrkamp. Beigelegt war eine CD mit Musik, die Carlos Perón als „Soundtrack“ zu den Büchern Kiss’ komponiert hatte.

## Werke
- Da wo es schön ist, Suhrkamp, Frankfurt/Main 1983. ISBN 978-3-518-37414-6
- Manhattan II, Suhrkamp, Berlin 1995. ISBN 978-3-518-38916-4
- Baker’s Barn, Suhrkamp, Berlin 1996. ISBN 978-3-518-39133-4
- Atlantic City, Suhrkamp, Berlin 1998. ISBN 978-3-518-39338-3
- Canyons, Suhrkamp, Berlin 2000. ISBN 978-3-518-39569-1
- 1999 - Der Planet, Suhrkamp, Berlin 2000. ISBN 978-3-518-06578-5[6]